# Гомель (Витебская область)
Го́мель (бел. Го́мель) — агрогородок в Полоцком районе Витебской области Беларуси. Административный центр Гомельского сельсовета.

## География
Расположен на автодороге Полоцк—Минск, в 23 км на юг от города и железнодорожной станции Полоцк, 128 км от Витебска.

### Гидрография
На юго-восточном берегу озеро Гомель (Гомля).

## История

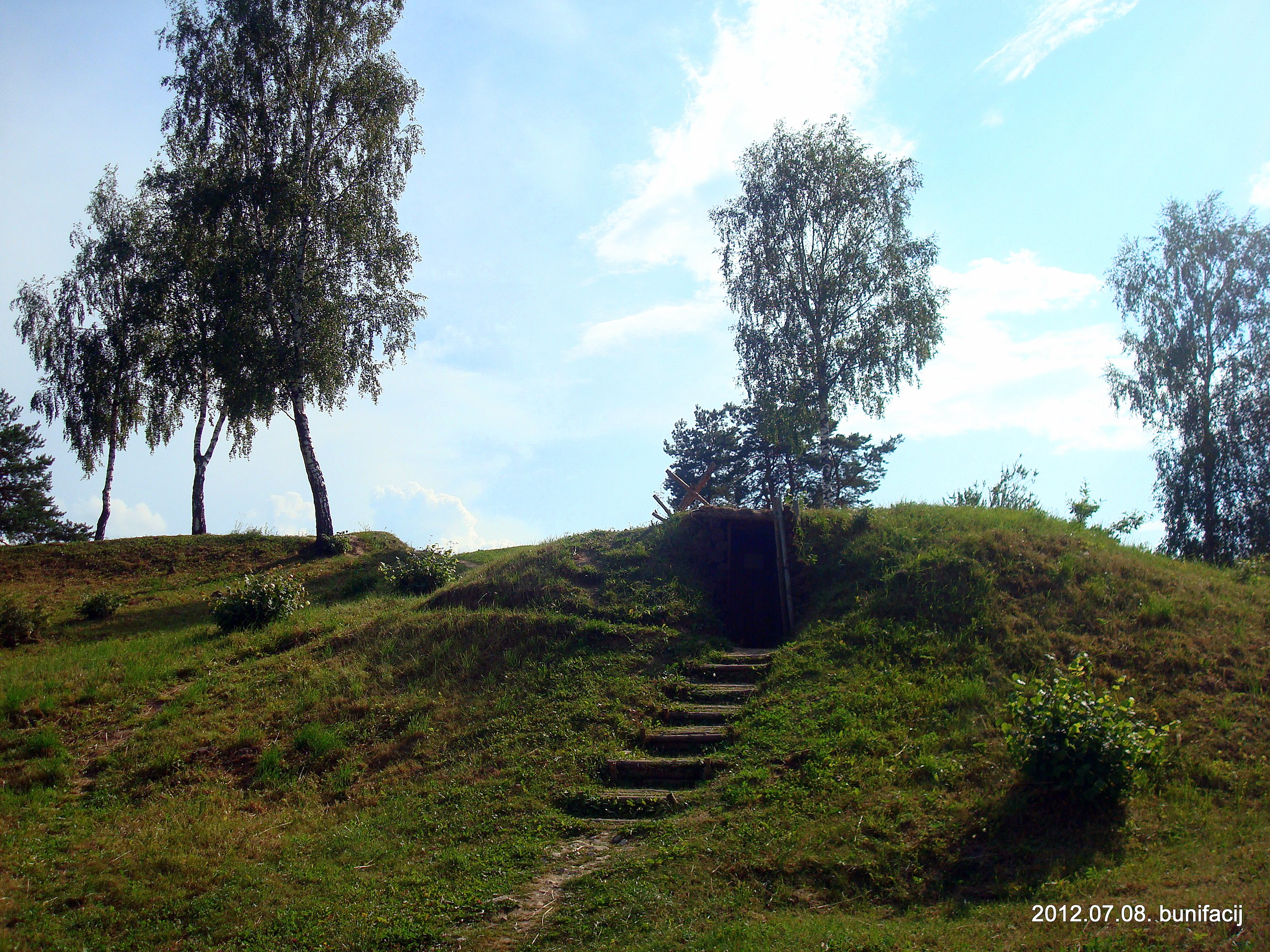
Гомельский (Гомльский) замок

Первые письменные упоминания Гомеля относятся к XVI в. Местность входила в состав Полоцкого воеводства. Гомель принадлежал роду Жуков.

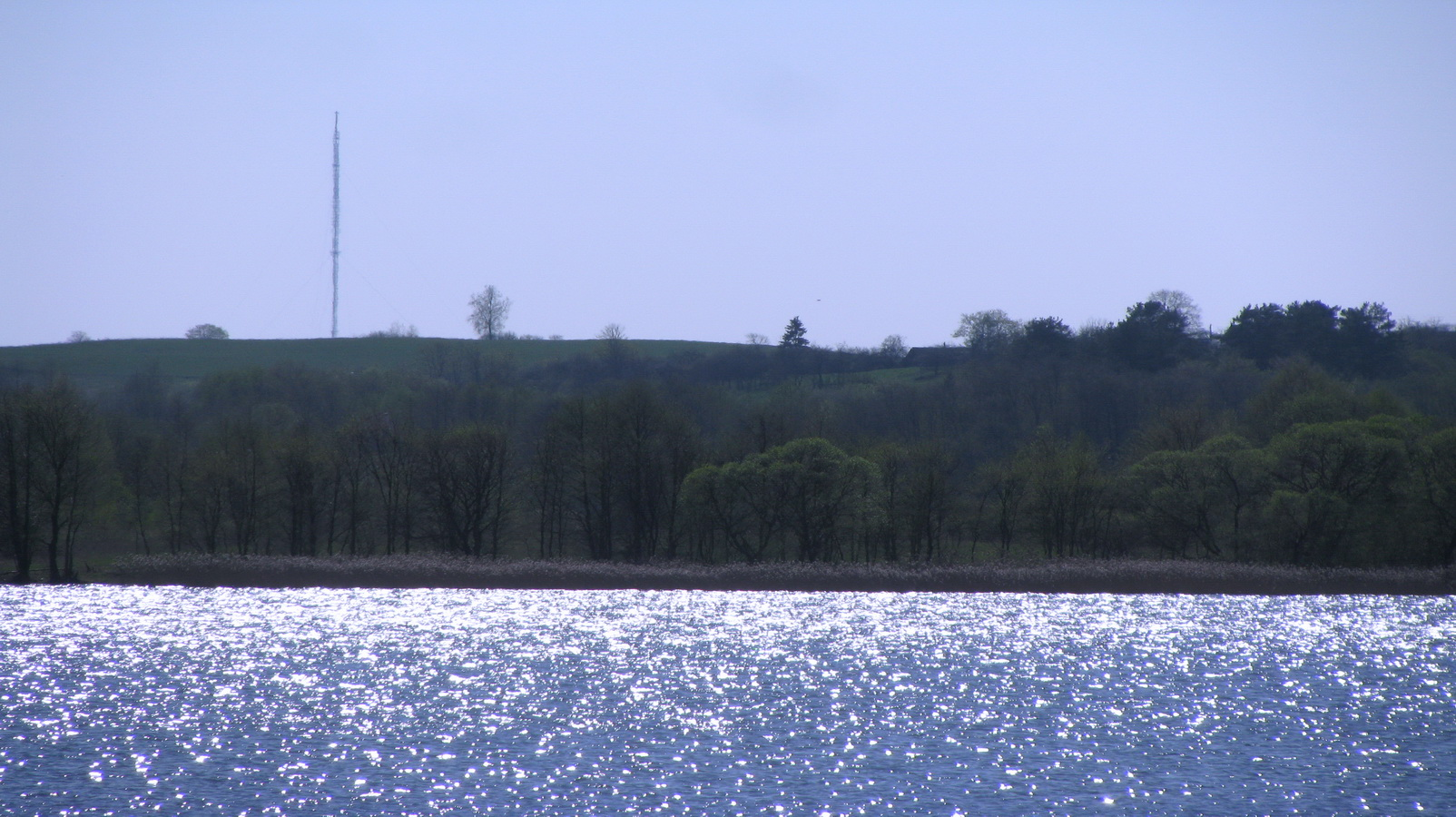
Озеро Гомель

В середине XVI века, по приказу Сигизмунда Августа, на месте прежнего городища построен Гомельский (Гомльский) замок.
В 1793 году Гомель вошёл в состав Российской империи, находился в Полоцком уезде Витебской губернии. В XIX веке — владение Мисунов, с 1906 года — А. Ф. Перота. На 1867 год здесь было 14 дворов. Действовала еврейская молитвенная школа.
На дореволюционных картах Гомель был показан как местечко.
С 1924 года Гомель в составе Белорусской ССР как центр сельсовета. С 25 августа 1925 года — центр Гомельского сельсовета Ветринского района Полоцкой области. В 1927 году организован колхоз «Октябрьский». В 1936 году сооружена гидроэлектростанция.
В годы Великой Отечественной войны здесь находился штаб партизанской бригады имени К. Е. Ворошилова под руководством Д. В. Тябута и Ветринский подпольный райком КП(б)Б. В Гомеле нацистами было сожжено 54 двора.
В 1946 г. — центр колхоза «Октябрьский», затем «Красный партизан», который 24 декабря 1969 года был преобразован в одноимённый совхоз.
В 2008 году деревня Гомель преобразована в агрогородок.

## Население
- 1838 год — 61 житель
- 1968 год — 144 жителя
- 1979 год — 184 жителя
- 1997 год — 362 жителя, 128 дворов
- 2009 год — 310 жителей (перепись населения)[4]
- 2019 год — 282 жителя (перепись населения)

## Экономика
- Гидроэлектростанция
- Гомельское лесничество ГЛХУ «Полоцкий лесхоз»

## Инфраструктура
- Средняя школа
- Детский сад
- Дом культуры
- Библиотека
- Амбулатория
- Аптека
- Отделение связи

## Культура
- Дом культуры
- Историко-культурный комплекс «Поле ратной славы» (2006) — филиал Национального Полоцкого историко-культурного музея-заповедника

## Достопримечательности
- Гомельский (Гомльский) замок — памятник истории и оборонительной архитектуры. Находился на берегу реки Туровлянки. Существовал в XVI в. Сохранились фрагменты замковых валов и рвов.
- Фортификации (1930-е, Полоцкий укреплённый район). Ныне — Историко-культурный комплекс «Поле ратной славы». Расположен близ трассы Минск-Полоцк.
  - Размещается экспозиция, посвящённая защитникам Полоцка — солдатам 22-й армии.
- Братская могила —  Историко-культурная ценность Республики Беларусь, шифр 213Д000658
- Курганные могильники (XII—XIII вв. н. э.), исследованы Л. В. Алексеевым в 1955 г.
- Курганный могильник эпохи Киевской Руси (XII—XIII вв.), в 2 км на юго-западе —  Историко-культурная ценность Республики Беларусь, шифр 213В000657
- Обелиск на братской могиле советских воинов и партизан (1953)
- Мемориальная доска в честь Ветринского подпольного райкома КП(б)Б (1965)
- Мемориальная доска в честь партизанской бригады имени К. Е. Ворошилова (1965)
- Мемориальный комплекс в честь ветринских подпольных райкомов КП(б)Б и ЛКСМБ, партизанской бригады имени К. Е. Ворошилова (1977)
- Памятник погибшим во время Великой Отечественной войны землякам (1968)
- Стела и мемориальный сквер в память погибших во время Великой Отечественной войны земляков (1975)

### Памятник природы, заказник
- Гидрологический памятник природы «Гомельский родник»

### Утраченное наследие
- Гомельский (Гомльский) замок (XVI в.; сохранились фрагменты валов)
- Усадьба Орлицких (XIX в., во Дворе Гомль)
- Церковь (XIX в.)
- Фольварок «Седелище» (Селище)

## Туристическая инфраструктура
- База отдыха предприятия «Полоцкий сельский район электросетей»

## Галерея

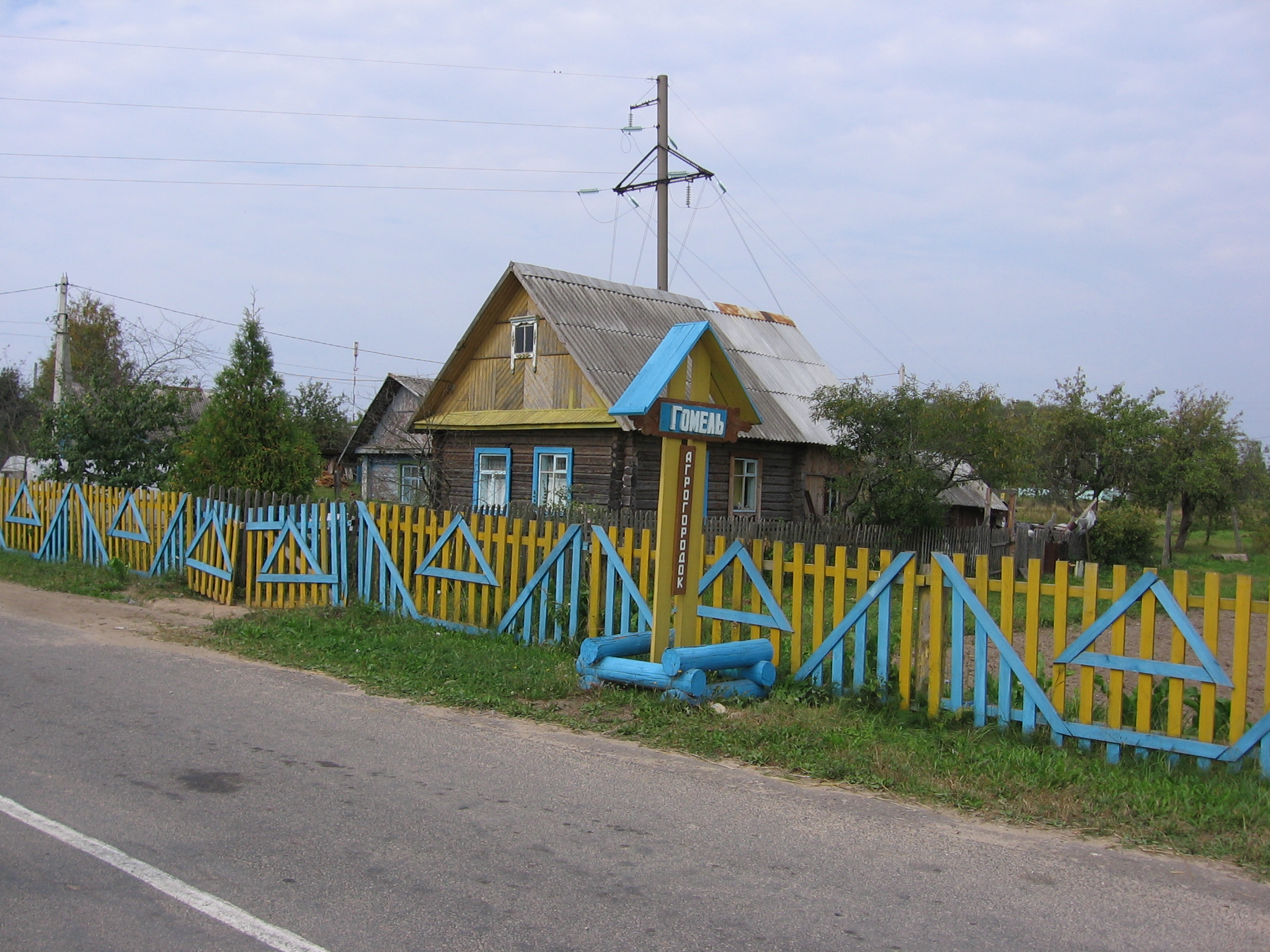
Улица
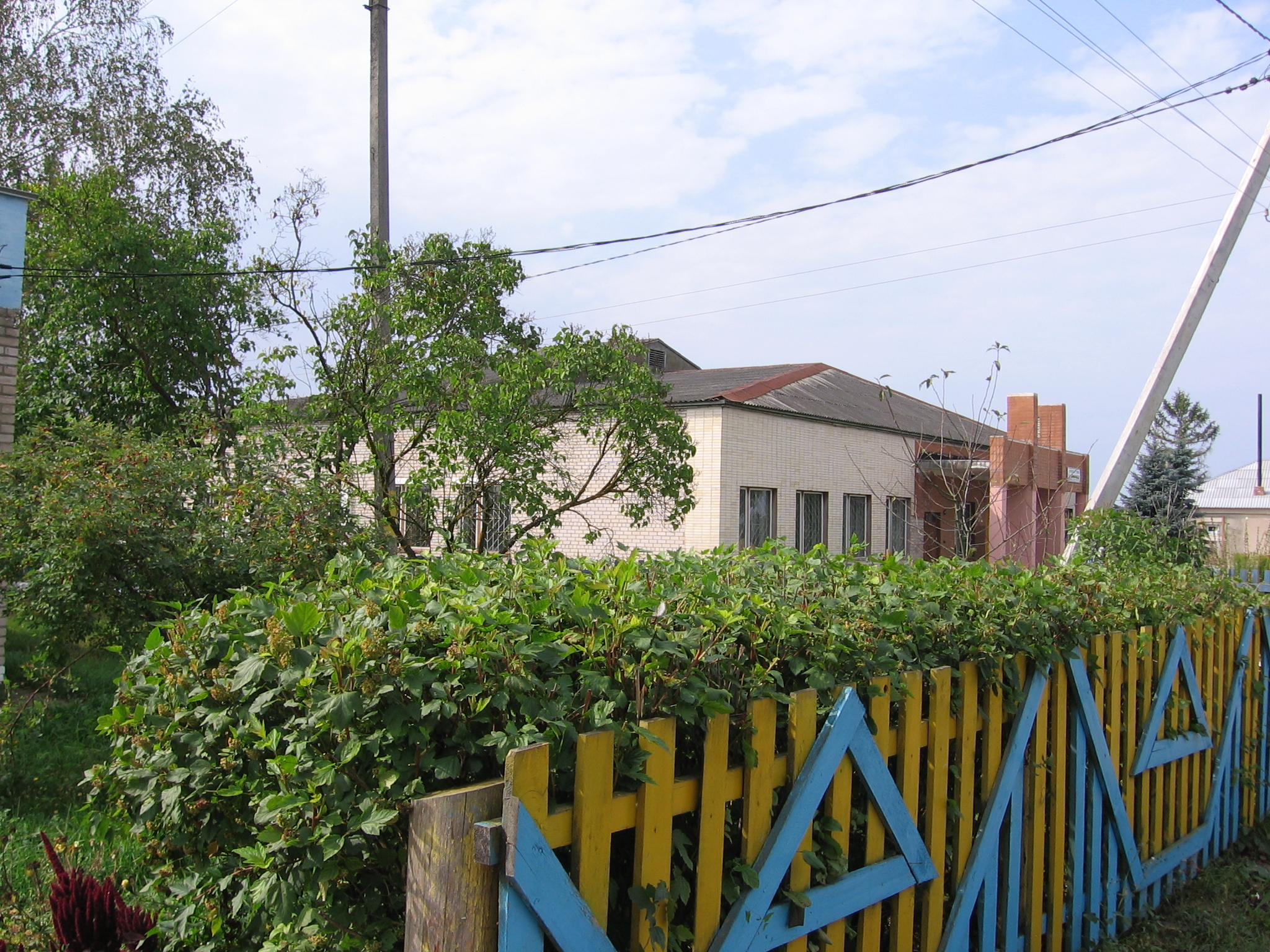
Улица
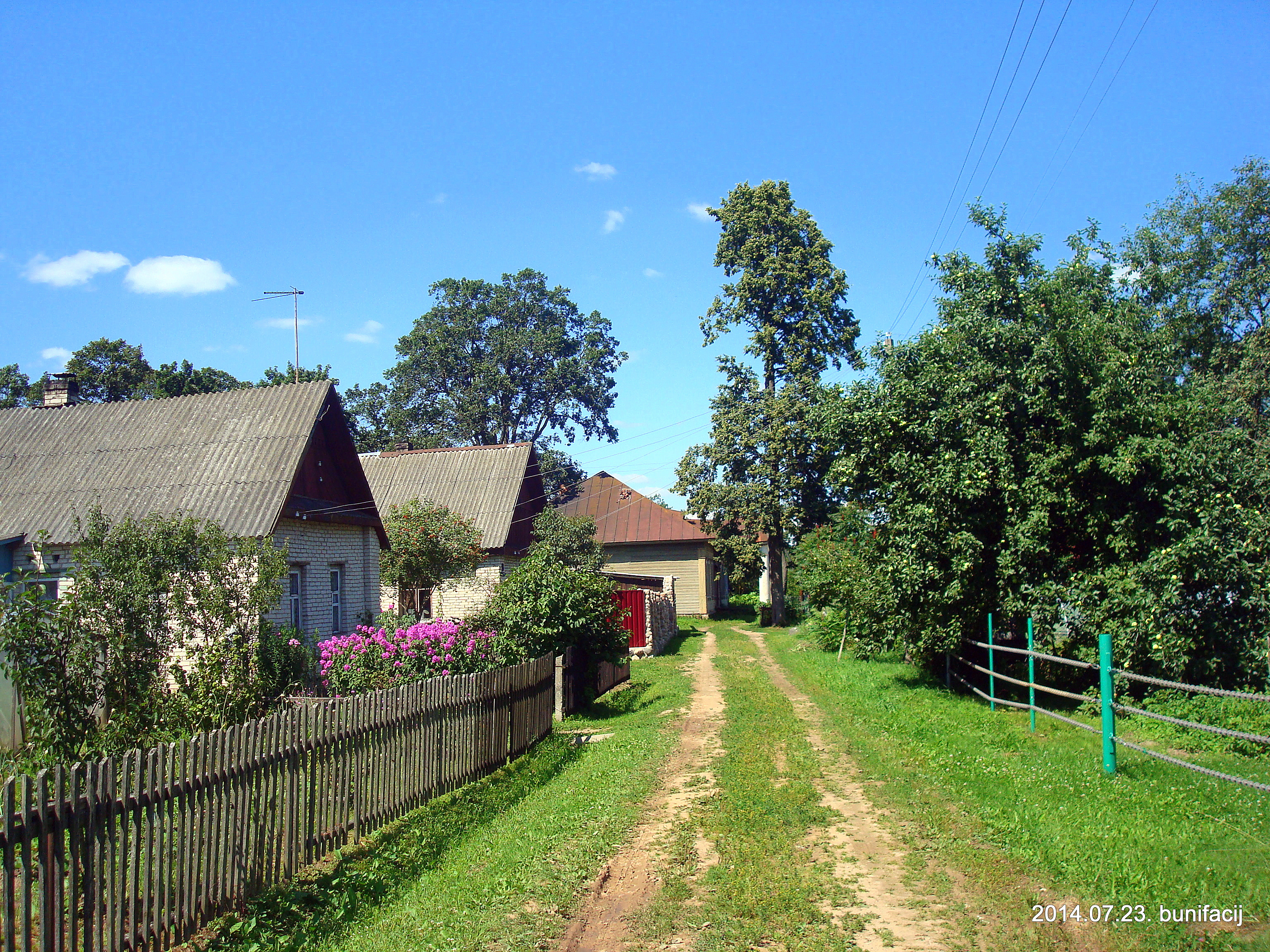
Улочка
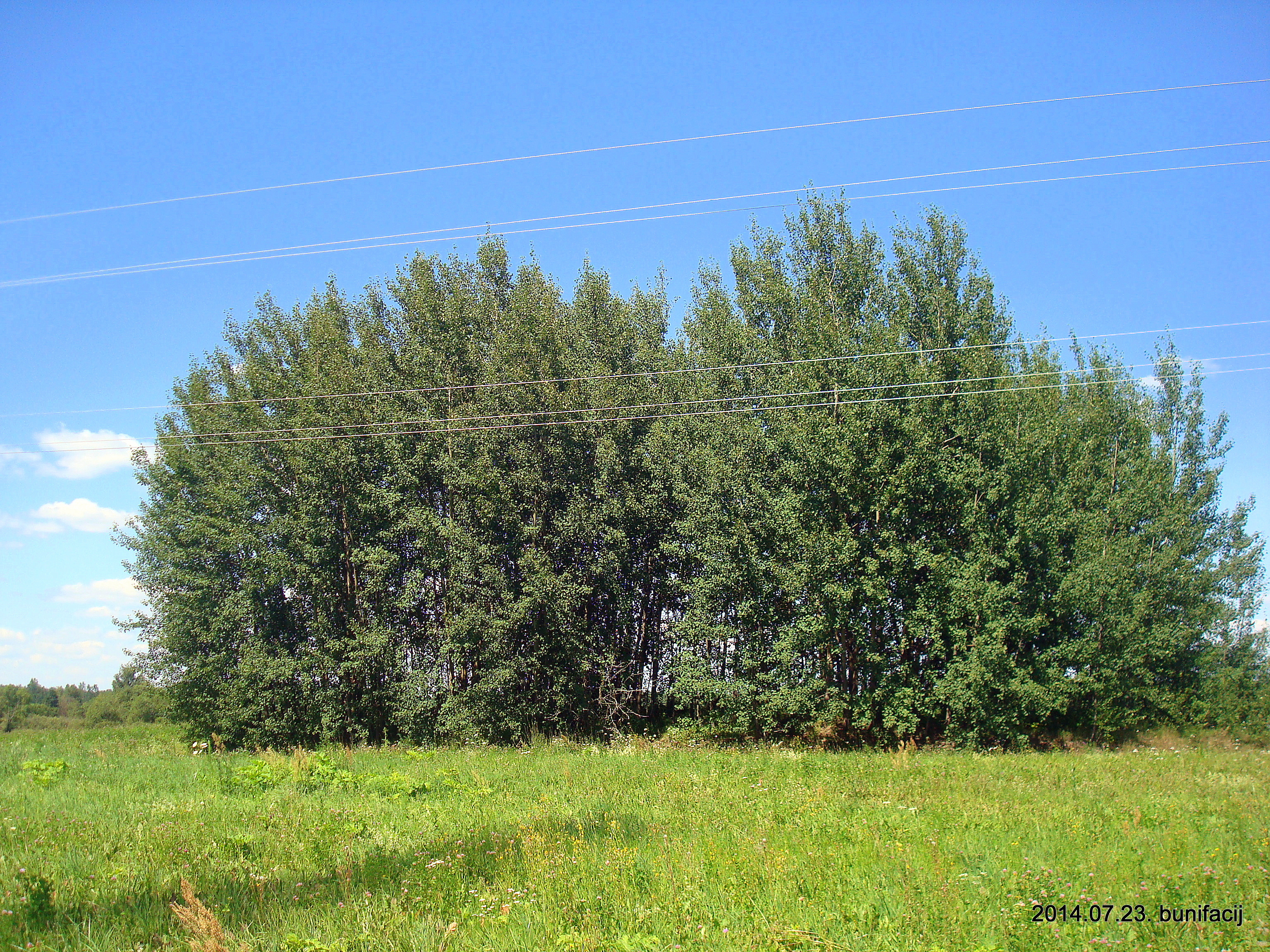
Место, где была церковь
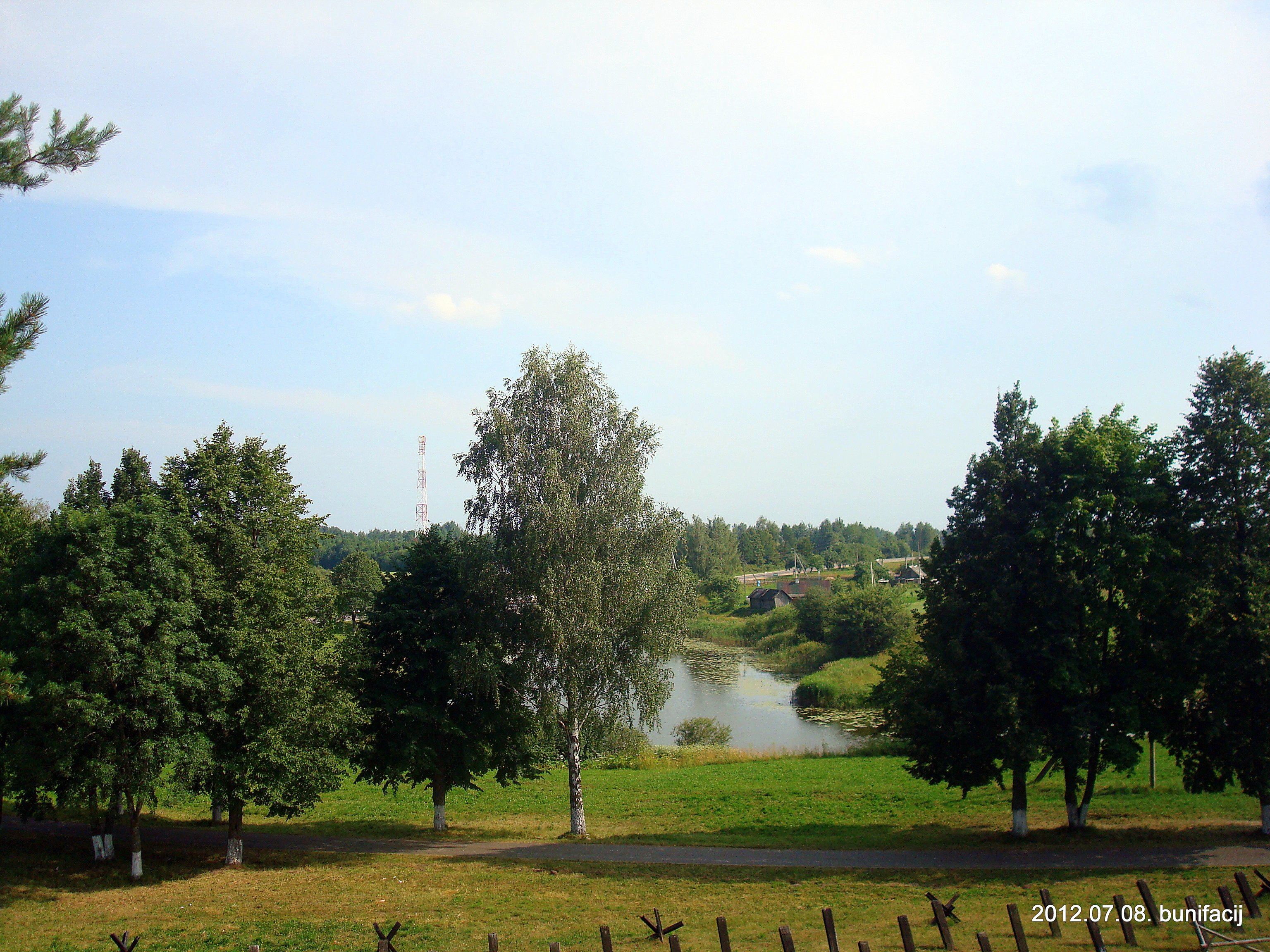
Озеро
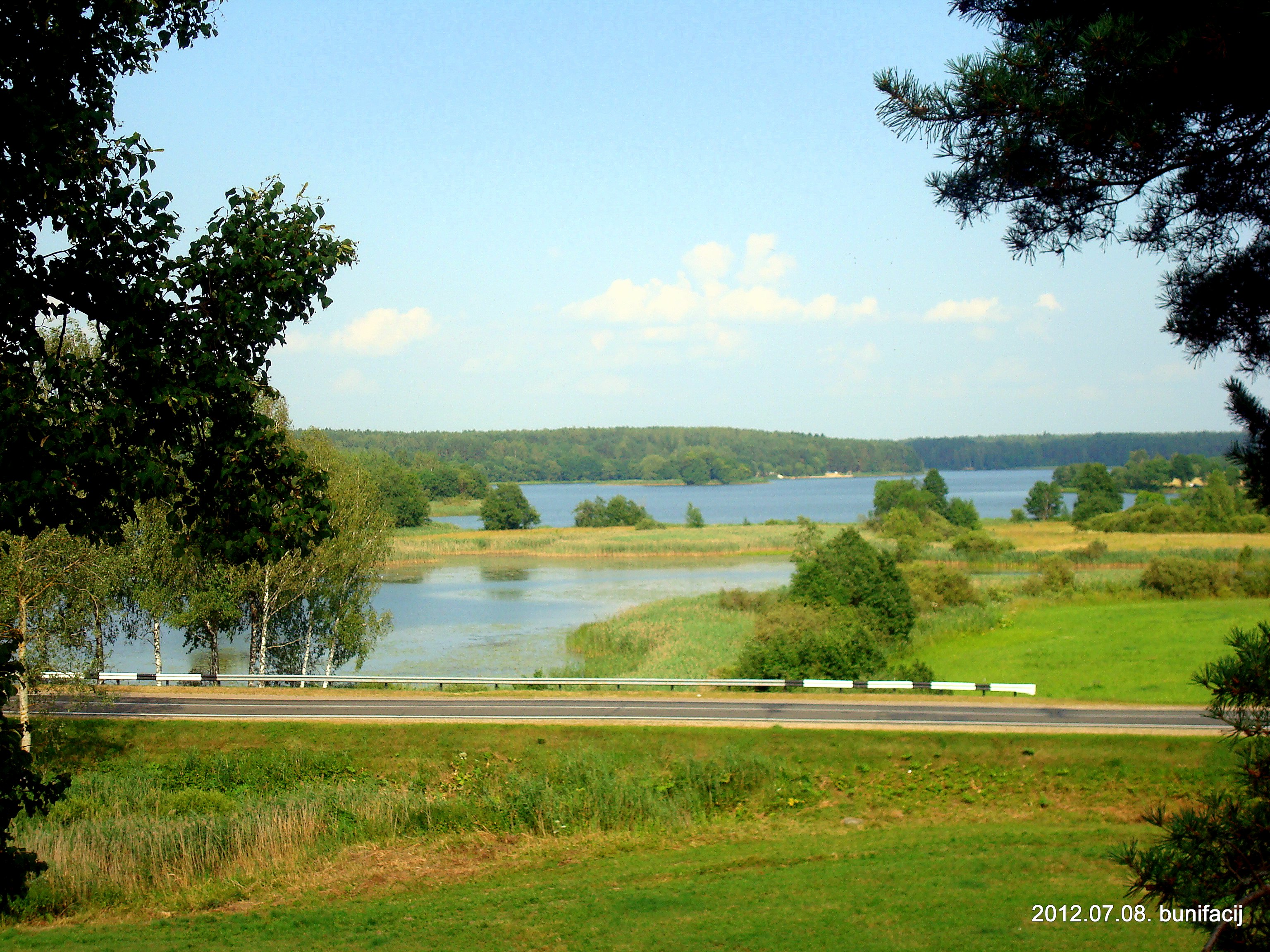
Озеро
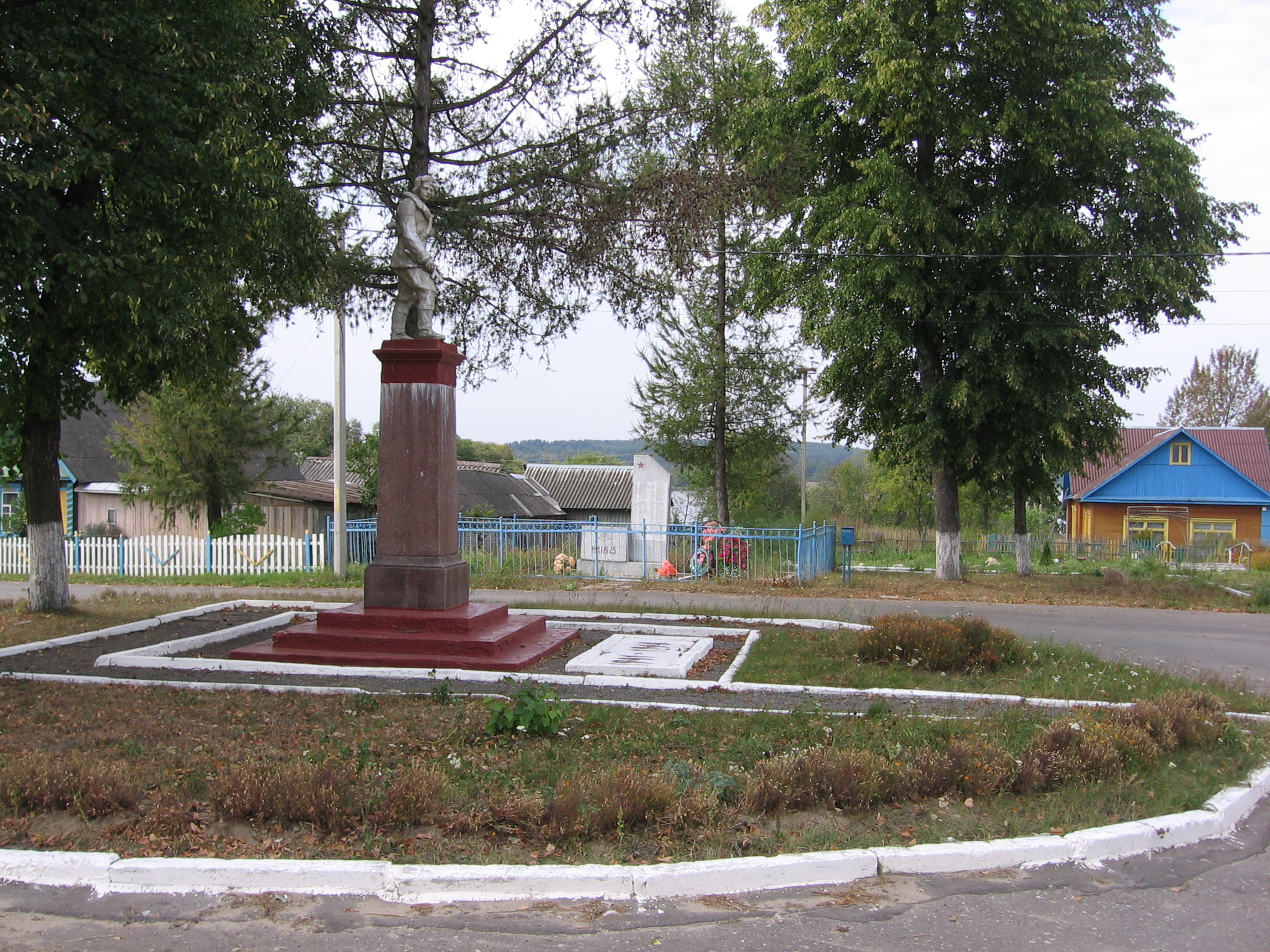
Памятник
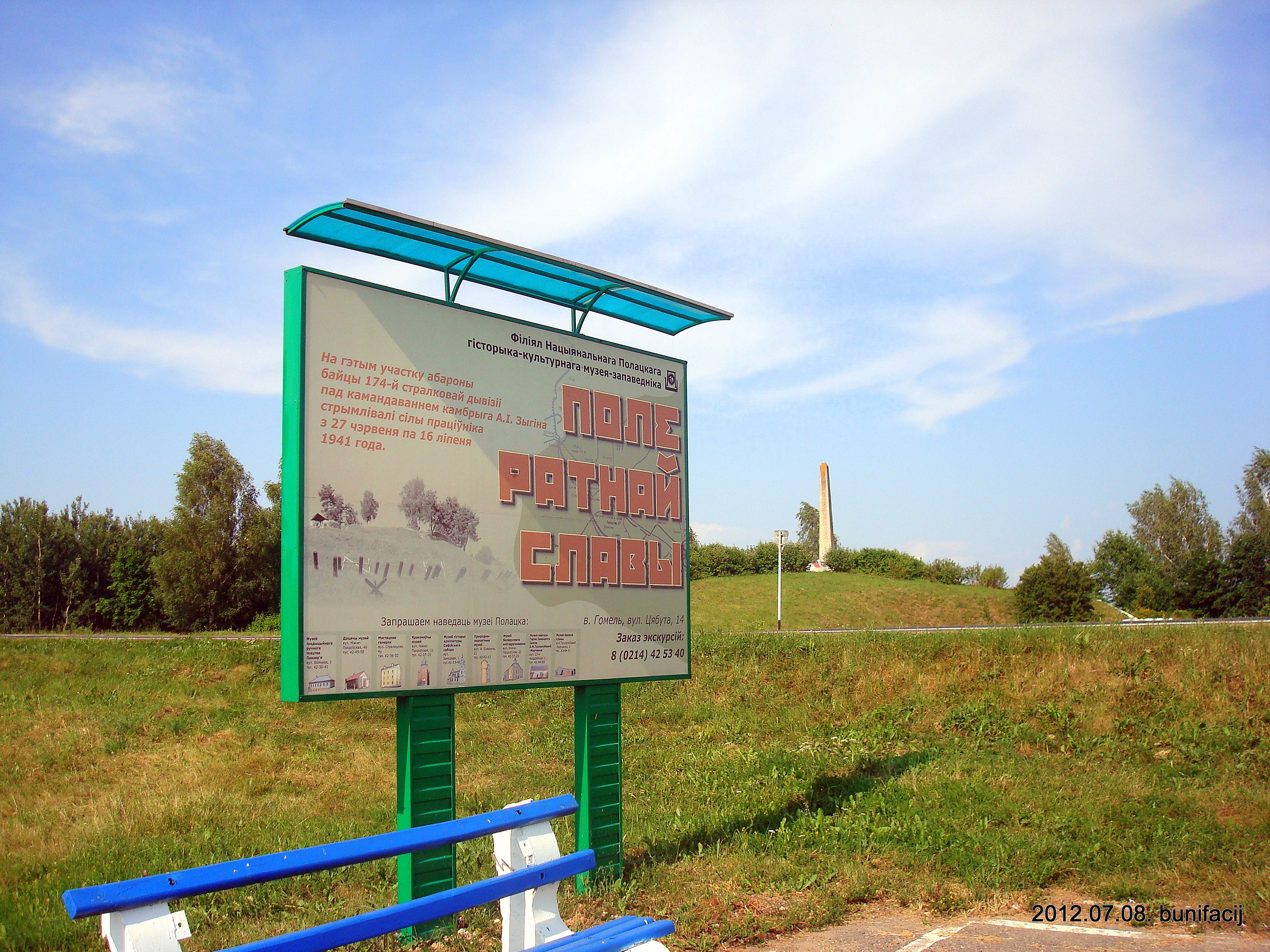
Мемориальный комплекс "Поле ратной славы"
Элемент мемориального комплекса «Поле ратной славы» (Полоцкий УР)
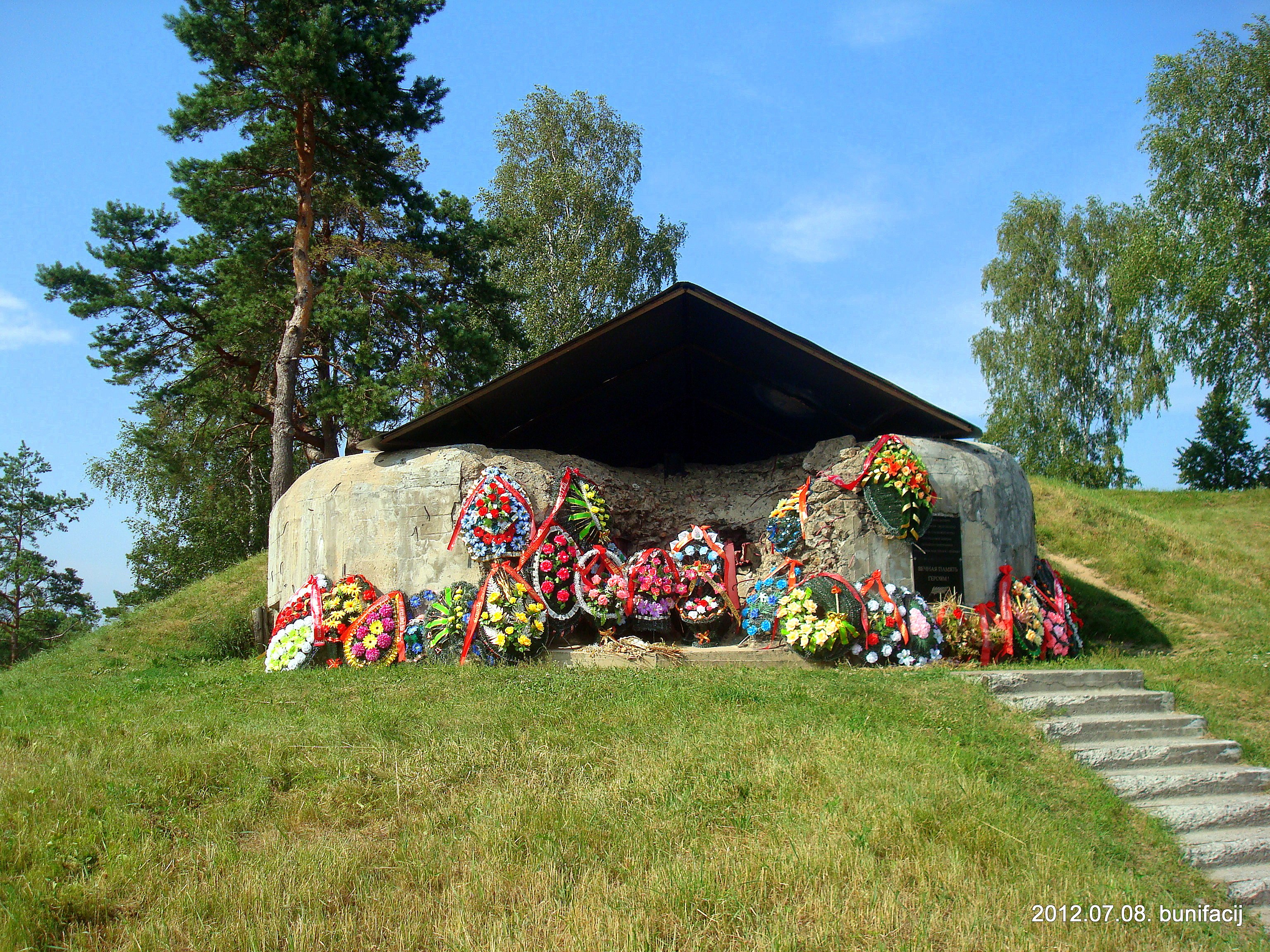
Элемент мемориального комплекса
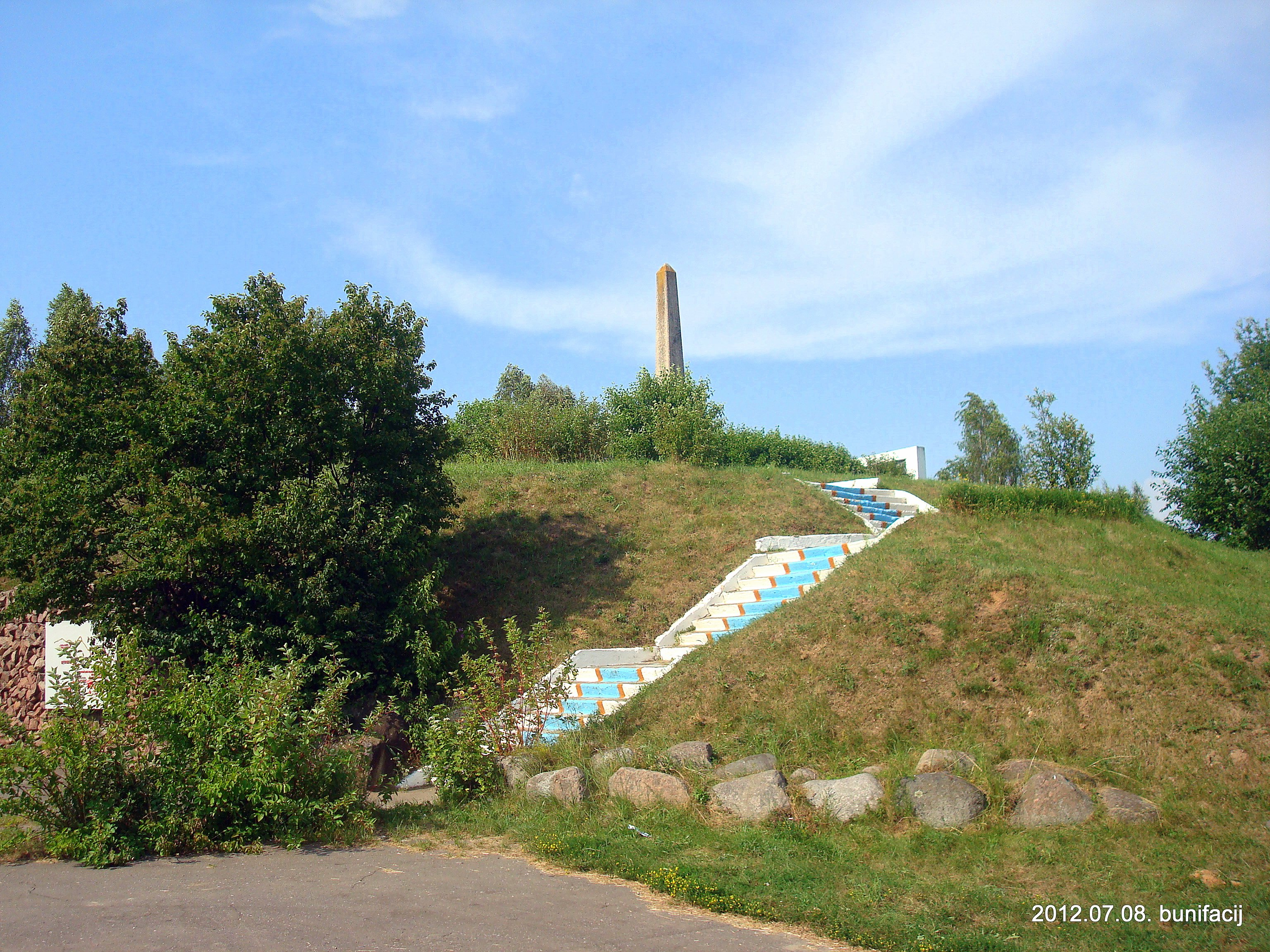
Курган
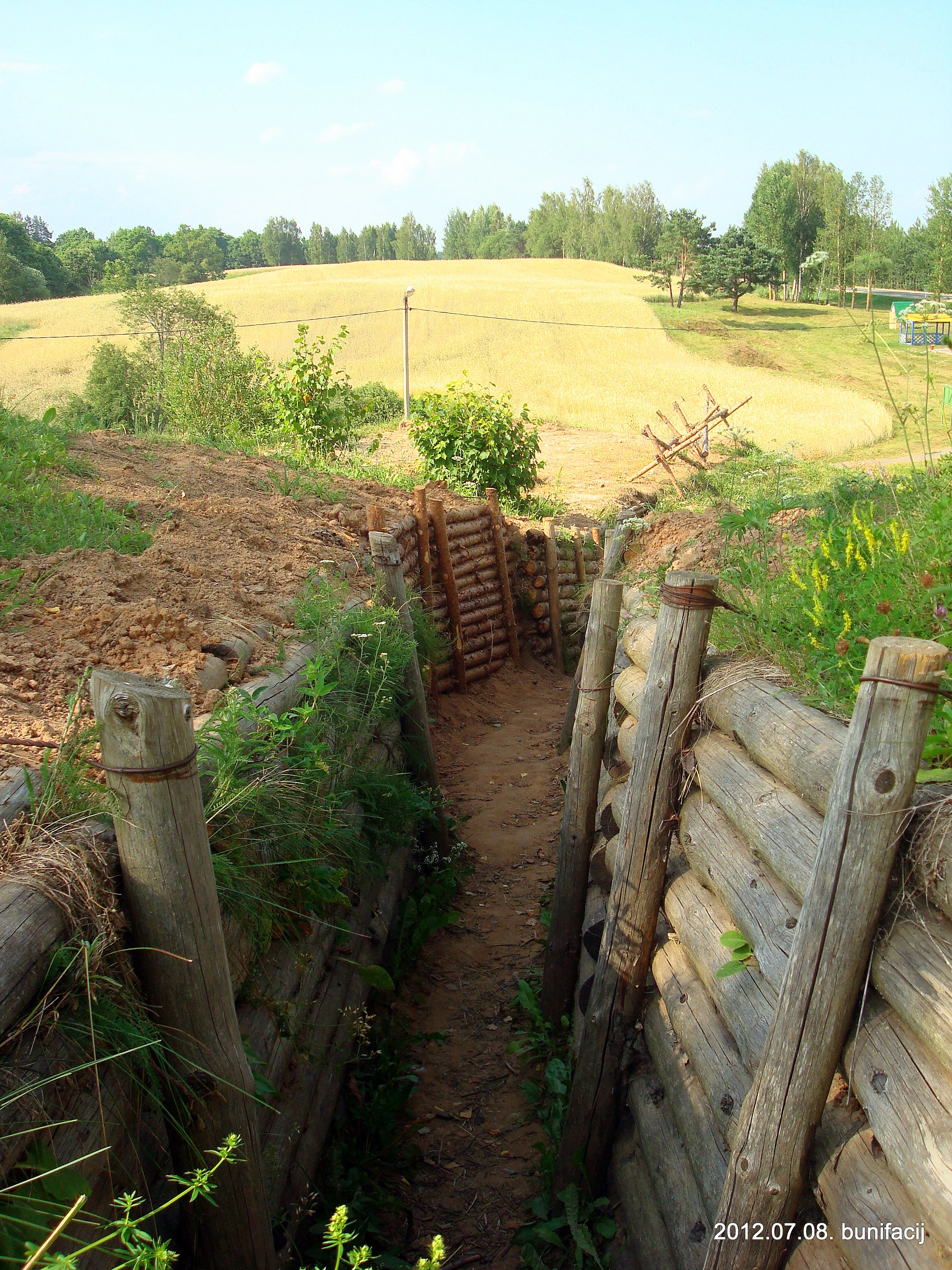
Окопы
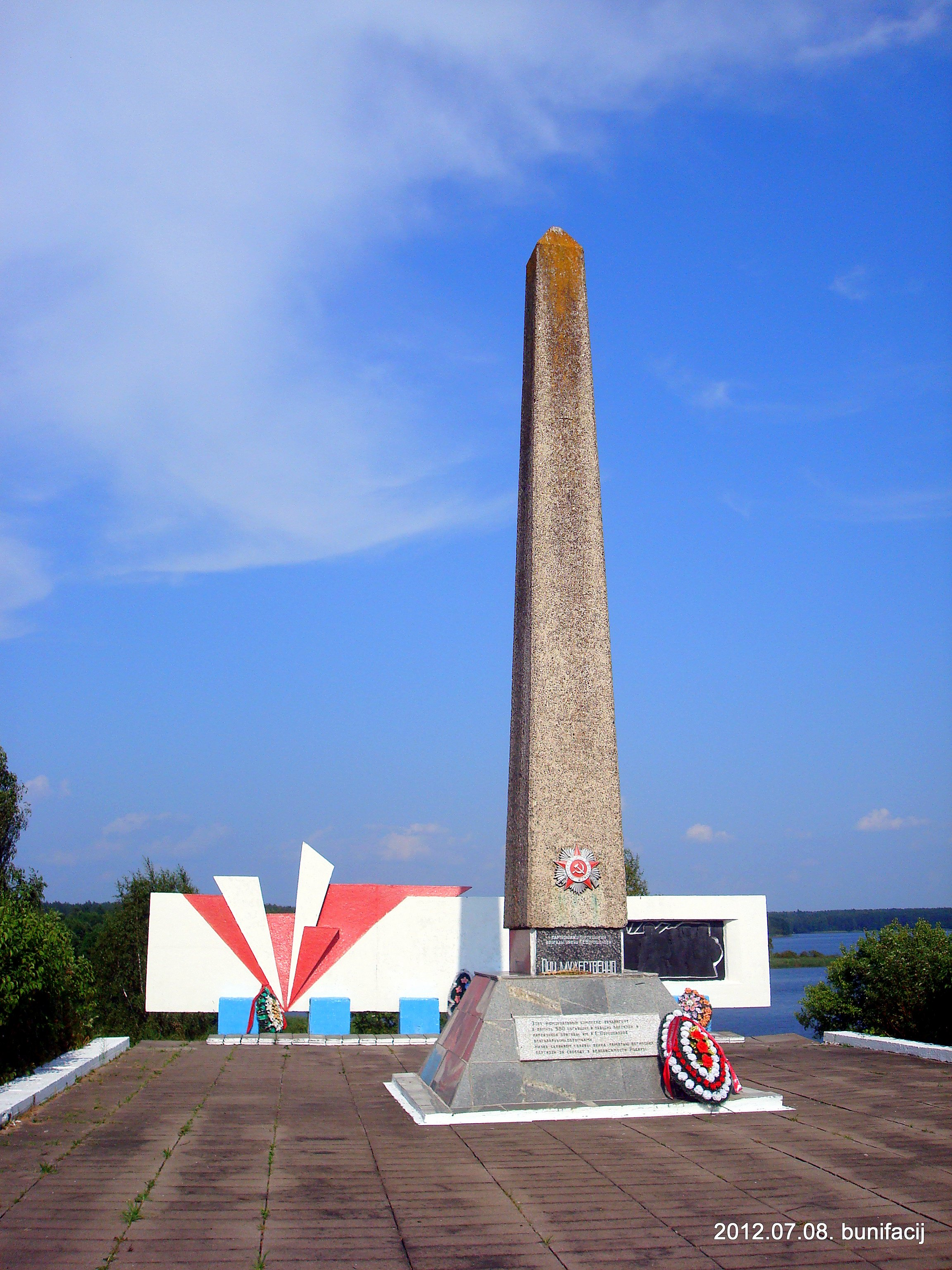
Монумент
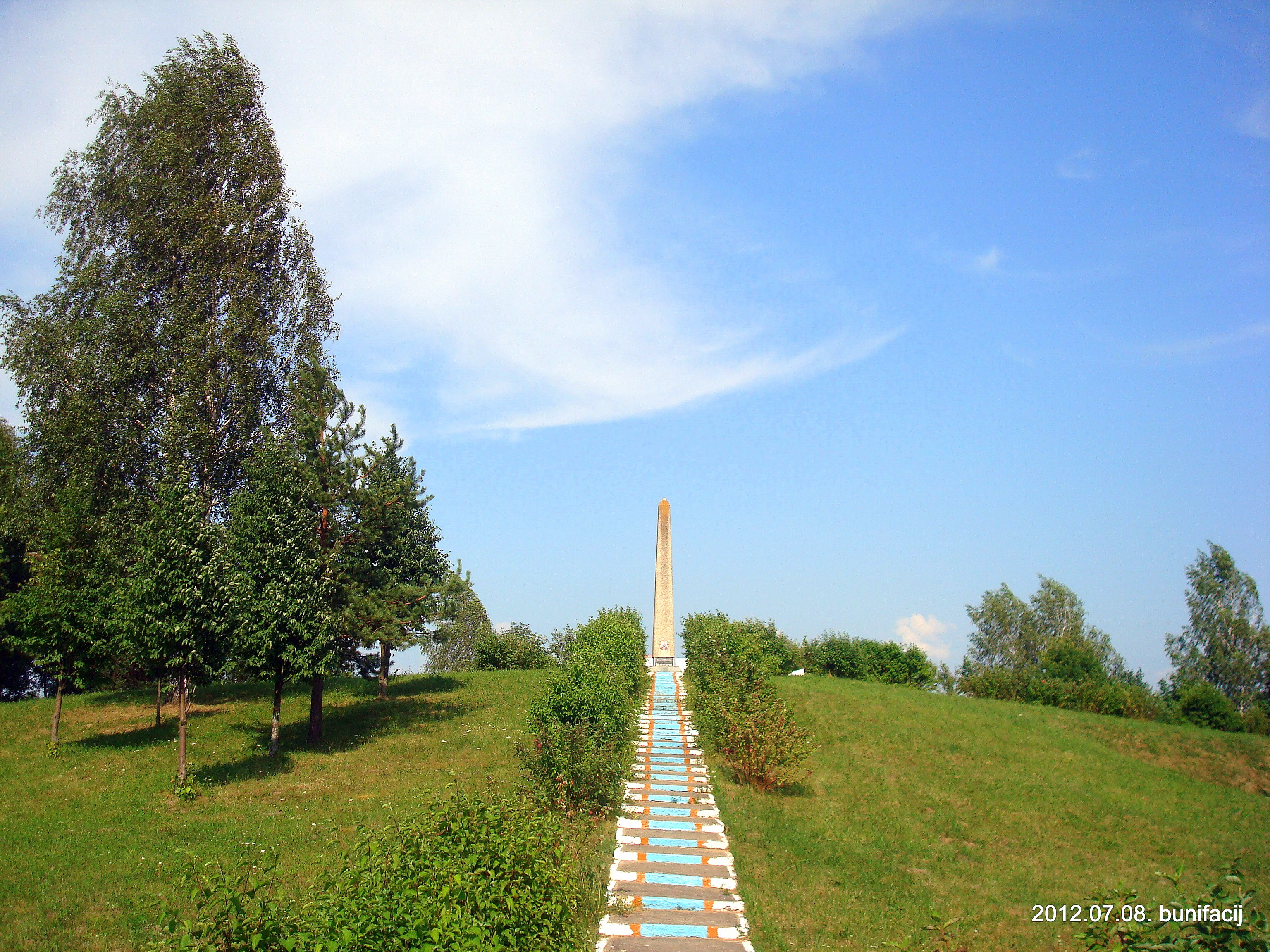
Монумент
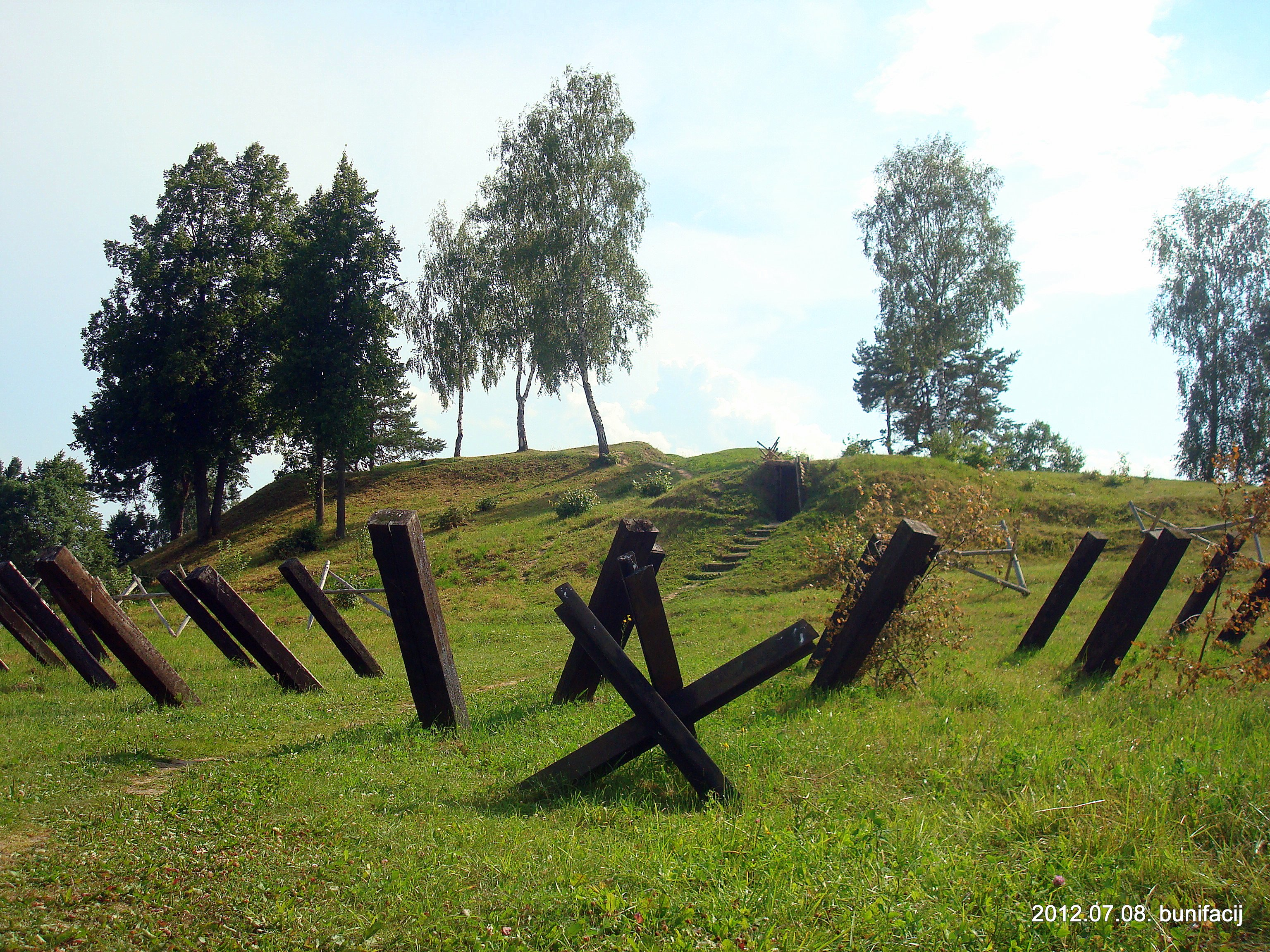
Курган
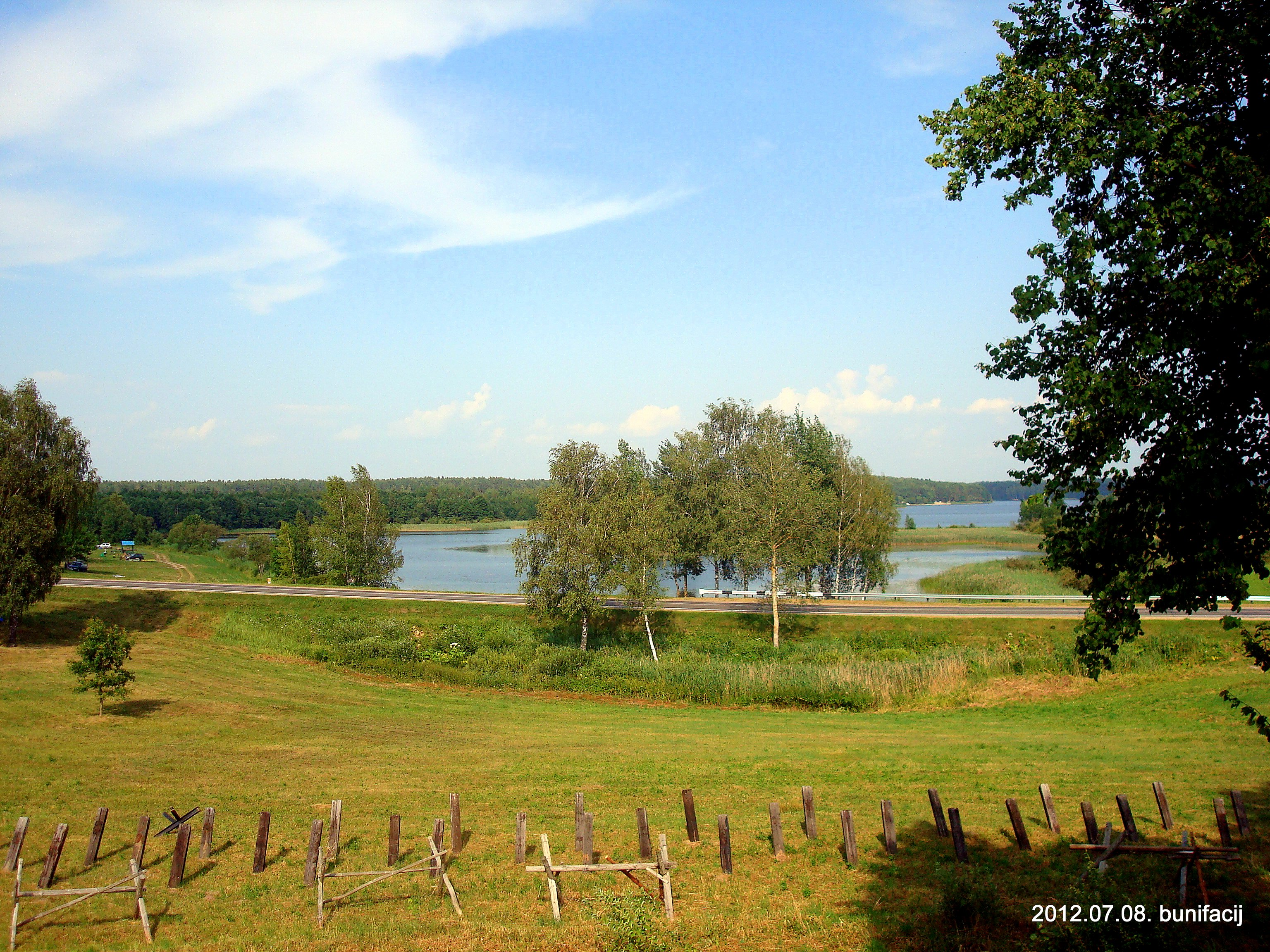
Дорога и озеро